# Vierdung
Ein Vierdung (auch Firdung, Vierting oder Ferto) war das Viertel einer Einheit, etwa eines Gewichtes (zum Beispiel das Viertel eines Pfundes), im späteren Mittelalter besonders 1⁄4 Mark Silber (marca argenti), zum Beispiel vier Lot von der zu der Zeit gültigen Münzmark in Pfennigen (etwa 150 Stück).